# Eric Appiah
Eric Appiah, né le 8 mai 2001, est un footballeur ghanéen qui évolue au poste d'attaquant avec la réserve du FC Bruges.

## Biographie

### Carrière en club
Formé au Club Bruges, Appiah évolue d'abord avec les moins de 19 ans, prenant notamment part au Tournoi de Viareggio en mars 2019 où les Brugeois atteignent le dernier carré après avoir battu l'Inter 3-0, avec un Appiah buteur dans une performance remarquée.
Lors de la saison suivante, il intègre l'effectif de la réserve du club flamand tout en continuant à jouer avec les moins de 19, notamment en Youth League,. Il s'illustre lors du parcours de son équipe en poule de la compétition, battant notamment à deux reprises le PSG, leur infligeant notamment un 4-0 à Paris,.
Ayant pris part aux matchs amicaux avec Bruges en préparation de la saison 2020-21, il évolue ensuite avec le Club NXT, reserve du Club qui débute alors en deuxième division,,.

### Carrière en sélection
International avec les moins de 20 ans du Ghana, il prend part à la CAN de la catégorie en 2021, se voyant titularisé lors du premier match de la compétition, lors de la victoire 4-0 des siens contre la Tanzanie,. Blessé après cette première rencontre, il recommence à peine à s'entrainer pendant que son équipe défait la Gambie en demi-finale, puis remporte la compétition en s'imposant face à l'Ouganda,.

## Palmarès
| Ghana -20 ans - Coupe d'Afrique des nations - Vainqueur en 2021 |